# Alcippe à calotte rouille
Schoeniparus dubius
Espèce
Statut de conservation UICN

LC : Préoccupation mineure
L'Alcippe à calotte rouille (Schoeniparus dubius) ou Pseudominla à calotte rouille, est une espèce d'oiseaux passereaux de la famille des Pellorneidae.

## Répartition et sous-espèces
- S. d. mandellii (Godwin-Austen, 1876) — est de l'Himalaya ;
- S. d. intermedius Rippon, 1900 — ouest du Yunnan et nord de la Birmanie ;
- S. d. genestieri (Oustalet, 1897) — sud de la Chine et nord de l'Indochine ;
- S. d. cui (Eames, 2002) — monts Ngoc Linh (en) ;
- S. d. dubius (Hume, 1874) — est de la Birmanie.